# Parc (maison d'édition)
Pour les articles homonymes, voir Parc (homonymie).
Parc, acronyme de "Promotion Arts & Culture" (association loi de 1901), est une maison d'édition française fondée en 1993 à Paris, par John Gelder, éditeur et auteur.

## Présentation
Maison d'édition indépendante, Parc publie de la poésie, des essais, romans récits et fictions dans deux collections grises : 15 x 21, et 10 x 15, et dans les collections Morsure (PochParc17 et 135 x 195). Parc s'est distinguée comme représentative de la tradition des petits éditeurs découvreurs de talents. Elle a notamment publié les premiers textes de Gilles Sebhan et de Pierre Mérot. L'album collectif "Objet Perdu (Idées - Fictions - Images)" a réuni en 1995 50 contributeurs, dont Michel Houellebecq, Fabrice Hadjadj, Dominique Noguez, Pierre Mérot, Élizabeth Prouvost, Zdzisław_Beksiński, Michel Tibbon Cornillot, Stéphane Zagdanski... 

## Quelques publications
- Objet perdu - Idées - Fictions-Images, (Collectif), Lachenal/Parc, 1995[3]
- Mort parce que Bête, Friedrich Nietzsche
- Petit Camp, rites déconcertants, Pierre Mérot
- Carnaccia, Olivier Gambier
- Procès, John Gelder, 1996
- Déclaration universelle des droits du cochon, Armel Louis
- Traité de Bouddhisme zen à l'usage du bourgeois d'Occident, Tetsuo-Marcel Kato, 1997
- Le Marché de la détresse, Emil Georg - J-M Dekeerel, 1998
- Lettres de ruture et autres produits finis, Ghislain Ripault 1998
- Mars ou crève, Alexander Zheimer  1998
- L'évangile selon Pitbull, Felix Katzmann, 1998
- La main d'Hermès, Nathalie Noëlle Rimlinger, 1999
- Dans la douceur du soir, Alain Defossé
- Lovepointnet, Vincent Colin
- La désolation des singes, Tarik Noui
- Amour, Sévices, Morgue, Ahmed Zitouni
- La Revanche du Néandertal, L'odyssée de l'espèce, John Gelder, 2001
- Dans mon Chien, Pierre Jourde, 2002
- Haut Risque, Gilles Sebhan, 2003

+ moult textes sur le site lacunar.org/textes_On-Line.html